# SLAX
SLAX는 토마스 마테예식이 개발한 컴퓨터 운영 체제이다.

## 개요
- 창시자: Tomas M.
- 기반:
- 최신판: 9.11.0(2009년 9월 14일 출시)

- 지원하는 아키텍처: x86, x64
- 라이브 모드: 예
- 필요한 CD 수: 1장
- 필요한 DVD 수: 1장
- 유넷부트인을 통한 USB 디스크 작성 가능: 예

- 설치 인터페이스: 없음
- 기본 부트로더: 시스리눅스
- 기본 셸:
- GCC: 선택 가능
- glibc 개발용 패키지: 선택 가능
- make: 선택 가능
- X 윈도 시스템: 선택 가능
- 기본 GUI: 선택 가능

- 패키지 확장자: lzm
- 패키지 관리기: 없음

- 출시 주기:
- 개발 현황: 진행 중